# Kincses sziget az űrben
A Kincses sziget az űrben (L’Isola del tesoro) 1987-ben készült színes, olasz-német televíziós sorozat.
Robert Louis Stevenson A kincses sziget című regényének sci-fi átirata, mely Olasz- és Németországban készült és maga a történet előbbiből indul.

## Cselekmény
A történet a szokásos alapokon nyugszik és (a sci-fi betéteket leszámítva) nem sokban tér el a regénytől, valamint a korábbi filmfeldolgozásoktól. Jim Hawkins és anyja nyugodtan él Szicília Selinunte nevű városától nem messze egy sugár-fertőzött űrrepülőtér közelében, míg egy nap furcsa idegen költözik hozzájuk. Billy Bones-ról azonban hamarosan kiderül, hogy a híres kalózkapitány Flint hajójának, a Hispaniolának kormányosa. Bones kormányos hamarosan kellemetlen látogatókat kap a vak Pew és a fekete bőrű Black Dog személyében. Az egyik találkozásnál az amúgy is súlyos beteg kormányos súlyos sebet szenved. Livesy doktor a család barátja már nem tud rajta segíteni. Miután a kormányos elhalálozik kalózok támadják meg a Jimmék házát, de a fiú és az anyja szerencsésen el tudnak rejtőzni. A bujkálás során Jim megtalálja a kormányos holmija között azt a térképet amely a Flint kapitány által elrabolt kincseket rejti.
Miután a gonosztevőket sikerül egy járőrcsapatnak elűzni Jim a térképpel a doktorhoz siet, hogy megmutassa neki. A doktor azonban nincs egyedül. Egy gazdag barátját Tralawny lovagot vizsgálja éppen. A Lovag amikor megpillantja a térképet elhatározza, hogy utat szervez a kincs felkutatására. Mindent megszervez, egyedül a legénységet bízza egy volt kalózra Long John Silver-re, akiről nem tudja, hogy ráadásul Bones-al együtt szolgált Flint kapitány mellett. A kalózszakács válogatott gonosztevőket toboroz az útra akik többször is megpróbálják elintézni a hajó maréknyi jó oldalon álló legénységét. Smollet kapitány figyelmének köszönhetően azonban csak Jiméknek sikerül némi fegyverhez jutnia, ám amikor elérik a kijelölt bolygót menekülniük kell. Egy ideig veszteség nélkül sikerül megvédeni magukat a kalózokkal szemben, de amikor azok másodjára támadják meg őket elesik Joyce az android.
Közben Jim a Hispaniola fedélzetén végignézi ahogy Hands a legkegyetlenebb kalóz megöli két társát. Jim, hogy ő ne jusson erre a sorsa nagy nehezen elintézi az áruló pilótát. Ezután mind a kalózok, mind a legénység elkezdi keresni a kincseket. Jim-et foglyul ejti Silver bandája és magukkal viszik. Livesy doktor mindent megtesz a kiszabadítására és a kalózok hátráltatására Ben Gunn a volt kalóz segítségével, miközben a Lovag és Smollet kapitány elérnek a kincsekhez ahol fegyvereket is találnak amivel szerencsésen meg tudják védeni magukat a hazaútig. A Föld felé tartó úton a velük tartó Long John Silver megszökik a hajó fedélzetéről az egyik űrkomppal, de a Hispaniola nem tesz kísérletet az elfogására.

## A magyar változatból kivágott jelenetek
- Jimmy édesapjával való beszélgetése a bázis előtt, miután találkozott Billy Bones kormányossal és az őrjárattal való beszélgetésük.
- Smollett kapitány és a Lovag vitája a legénységről és az út kockázatairól. A vita a Lovag megérkezése és a között zajlik, hogy Smollett és Livesey doktor elhatározza a legénység fertőtlenítését.
- A Lovag megkéri Jimmyt, hogy keresse meg Joyce-t, és kérje meg, hogy az ő élelmiszerét vigye az űrhajó konyhájába, majd a fiú távozása után a doktorral beszélget a hajóról, a legénységről és a kapitányról.
- Jimmy cipekedése a konyhába rövidebb a magyar változatban.
- A gravitációs hiba kijavítása után Smollett figyelmezteti Arrowsmith-t az alkoholizmusa miatt, majd utasítja Hands-et, hogy foglalja le a másodtiszt italkészletét. Végül megkérdezi a Lovagot, hogy van-e valami közölnivalója, amire a kérdezett egy ninccsel felel.
- Az ébresztői jelentből hiányzik, ahogy Davies a hídra indul a legénységi szállásról, valamint az, hogy Arrowsmith a reggeli előtt a drák miatt vitatkozik Silverrel, majd utóbbi Joyce-szal vész össze, amiért zavarja reggelikészítés közben. A reggeli jelenetéből kimaradt, hogy miután Jimmyt a konyhába és a fedélzetmesterhez zavarja, Smollett a személyzetből három főt szolgálatba küld.

## Háttér
A történet első olyan feldolgozása, ami nem kosztümös filmnek készült. A forgatási helyszínek nagy része Olaszország. Ezen kívül Németországban is forgattak. A szereposztást tekintve akár nemzetközi film is lehetne, hiszen Anthony Quinn amerikai, David Warbeck akkoriban brit, Klaus Löwitsch német, Philippe Leroy pedig francia származású. A rendező és a többi szereplő viszont olasz. Leszámítva Stanko Molnar-t aki horvát származású. Ez az első olyan Kincses sziget filmművészeti szempontból, ahol nem csak Long John Silver szerepében látható híres, illetve ismert színész. A korábbiakban a sánta kalóz szerepét Charlton Heston, Jack Palance és Orson Welles alakította.

## Szereplők
| Színész                  | Karakter                                  | Magyar hang                   |                               |
| ------------------------ | ----------------------------------------- | ----------------------------- | ----------------------------- |
| Anthony Quinn            | Hosszú John Silver                        | Mádi Szabó Gábor              |                               |
| Itaco Nardulli           | Jimmy Hawkins                             | Minárovits Péter (gyerekként) | Minárovits Péter (gyerekként) |
| Itaco Nardulli           | Jimmy Hawkins                             | Bognár Zsolt (narrátorként)   |                               |
| Philippe Leroy           | Johanathan Trelawney lovag, Ravano grófja | Gruber Hugó                   |                               |
| David Warbeck            | Livesey doktor                            | Fülöp Zsigmond                |                               |
| Klaus Löwitsch           | William Smollett kapitány                 | Dózsa László                  |                               |
| Ida Di Benedetto         | Rosalie Hawkins, Jimmy anyja              | Mányai Zsuzsa                 |                               |
| Renato de Carmine        | Arrowsmith                                | Csíkos Gábor                  |                               |
| Giovanni Lombardo Radice | Hands                                     | Cs. Németh Lajos              |                               |
| Andy Luotto              | Ben Gunn                                  | Beregi Péter                  |                               |
| Enzo Cerusico            | Augest/Augie (kalóz)                      | Barbinek Péter                |                               |
| Biagio Pelligra          | Piha, a vak kalóz                         | Uri István                    |                               |
| Bobby Rhodes             | Fekete Kutya                              | Vass Gábor                    |                               |
| Bruno Zanin              | Morgan (kalóz)                            | Melis Gábor                   |                               |
| Stanko Molnar            | Joyce, az android                         | Zágoni Zsolt                  |                               |
| Ernest Borgnine          | Billy Bones                               | Szabó Ottó                    |                               |
| Mohamed Badrsalem        | Bobo (kalóz)                              |                               |                               |
| Salvatore Borghese       | Pasquale/Paddy (kalóz)                    | Varga Tamás                   |                               |
| Francesco Casale         | Barnes (kalóz)                            |                               |                               |
| Beppe Chierici           | kalóz                                     |                               |                               |
| Giuseppe D'Aloia         | Morgan (kalóz)                            |                               |                               |
| Bernard Farber           | kalóz                                     |                               |                               |
| Pier Luigi Giorgio       | Louis (kalóz)                             |                               |                               |
| Carlo Monni              | Peter/Pete (kalóz)                        | Melis Gábor                   |                               |
| Francesco Tola           | Rudolph (kalóz)                           | Kassai Károly                 |                               |
| Ulrich von Dobschütz     | Davies                                    | Rosta Sándor                  |                               |
| Hal Yamanouchi           | Shadow (Peter)                            |                               |                               |
| Daniela Merlo            | hosztesz                                  | Kocsis Mariann                |                               |
| Dan Rambo                | Falco őrmester                            | Kassai Károly                 |                               |
| N/A                      | Flint kapitány                            | Varga Tamás                   |                               |
| N/A                      | Molly                                     | Andresz Kati                  |                               |